# 中山公园 (大连)

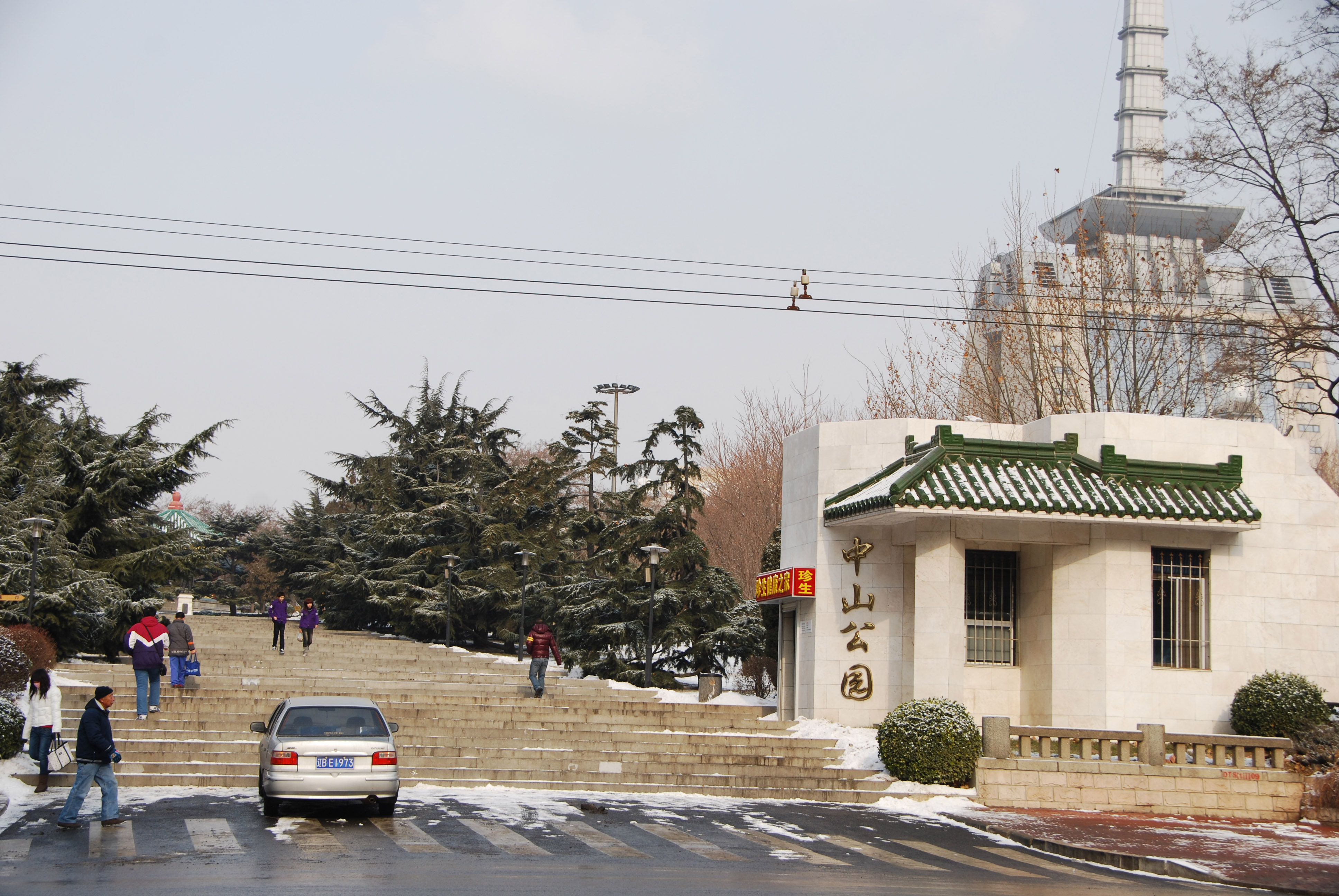
冬日里的中山公园南门。右后方是大连电视台

中山公园是位于中华人民共和国大连市沙河口区的区属公园。日占时期称为“圣德公园”。由东北路、黄河路、联合路等街道围成，呈长方形，无围墙。占地面积10200平方米。

## 历史
清朝末期以前，这一带被称为刘家屯小山，几乎无人居住。
1898年，沙俄强租旅大，将这里规划为绿地，在此地南侧建设旅顺中路（现在的黄河路-旅顺中路）。
- 1911年，取代沙俄占领旅大的日本人在绿地西部建起了圣德太子堂，在东南部的高地上建起了圣德神社，绿地更名圣德公园。向东南方向（现珠江路的走向）远眺可看到远处的南山及东本愿寺（今大连京剧团驻地）。
- 1946年，抗日战争结束，中国收复旅大后，将公园改名为中山公园。
- 1949年，中央人民政府副主席宋庆龄莅临公园。
- 1954年，大连市扩建公园。这之后将圣德神社拆除，在原址建起华宫。
- 1982年，在园内树立与日本舞鹤市建立友好关系10周年纪念碑。
- 1999年，在园内树立与日本北九州市建立友好关系20周年纪念碑。
- 2003年，沙河口区对公园进行改造，树立了孙中山铜像，并修建慢跑用的外围跑道等天然公园的设备。[1]

## 简介
园内有以下设施
- 孙中山铜像及其周边，这一带被称为“逸仙广场”
- 华宫

中式宫殿建筑，墙上写有巨大的“南无阿弥陀佛”的字样。原为圣德神社，后拆除，改建为市民娱乐场所，1992年建成华宫酒店，并设立文物市场。
- 沙河口老干部活动中心，即原圣德太子堂，保存完好。
- 与日本舞鹤市、北九州市建立友好关系纪念碑
- 两个网球场
- 地下市场

另外，原属公园用地的西侧现已划给沙河口区综合行政楼，西北角划给沙河口区青少年宫，北侧建起大连电视台。另外日本租界时代建立的几座石碑也是鲜为人知的珍贵遗址。

## 注解
1. ↑  园内孙中山铜像的右侧说明
2. ↑  园内孙中山铜像的左侧说明

## 外部連結
- 大連中山公園 （页面存档备份，存于），收錄於中山公園數據庫（页面存档备份，存于），由香港浸會大學圖書館（页面存档备份，存于）提供